# Onychogalea fraenata
El walabí de bridas o canguro rabipelado oriental (Onychogalea fraenata) es una especie de marsupial diprotodonto de la familia de los macropódidos endémica de Australia.

## Características
Este macropódido puede medir hasta un metro de largo, la mitad del cual es su cola, y pesar de 4 a 8 kilogramos, siendo los machos mayores que las hembras. Posee dos líneas blancas, similares a bridas, que bajan desde la parte posterior del cuello, pasan por los hombros y terminan bajo los brazos, y que están separadas por una franja negra dorsal. También posee franjas en las mejillas, aunque éstas son comunes en otras especies de walabíes. Otra característica distintiva es la punta de la cola provista de un espolón córneo, que mide de 3 a 6 milímetros de largo. El uso que le da el animal a este espolón no se conoce todavía.

## Comportamiento
La especie se alimenta de pastos y otras hierbas bajas, dependiendo de su abundancia, cosa que hace al atardecer y durante la noche. Duerme durante el día, usualmente junto a árboles caídos o arbustos espesos. Son animales tímidos y solitarios, pero ocasionalmente forman grupos de hasta 4 individuos, que se alimentan juntos cuando el pasto es escaso.
Los machos poseen territorios de unas 65 hectáreas, que triplican en tamaño al de las hembras.
En cautiverio su reproducción no es estacional, con ciclos de estro cada 30-45 días, y una gestación de 21-26 días. La salida del marsupio ocurre cuando la cría tiene unos 4 meses de edad. Las hembras alcanzan la madurez sexual entre los 5 y 9 meses de edad, y los machos entre los 9 y 14 meses.

## Conservación
Por mucho tiempo se creyó que la especie estaba extinta, pues no hubo avistamientos desde la década de 1930. En 1973 se redescubrió en las cercanías de Dingo, Queensland. Es posible encontrar poblaciones salvajes dentro de las reservas de los parques nacionales de Idalia y Taunton. En 1994 se estimó la población total entre 400 y 500 individuos vivos, y se ha mantenido un ritmo de crecimiento positivo
El territorio que ocupa en la actualidad es de menos de un 5% del territorio que ocupaba antes de la colonización europea de la isla. Su declive parece haber sido provocado por el deterioro de su ambiente.